# ブライテンフェルトの戦い (1631年)

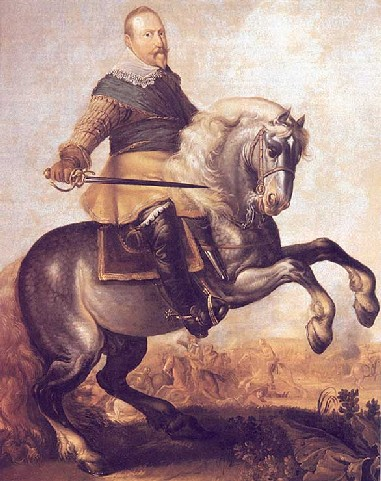
ブライテンフェルトの戦いにおけるグスタフ・アドルフ

ブライテンフェルトの戦い（ブライテンフェルトのたたかい、Battle of Breitenfeld）は、三十年戦争中の1631年9月17日（旧暦9月7日）に、ドイツのライプツィヒ北方のブライテンフェルト郊外でおきた戦い。グスタフ2世アドルフ率いるスウェーデン軍およびドイツ・プロテスタント諸侯の連合軍と、ティリー伯率いる神聖ローマ帝国軍が交戦し、スウェーデン軍が勝利した。

## 背景
1631年5月20日に起こった神聖ローマ皇帝軍の「マクデブルク強奪」は、ドイツ内外から激しい批判にさらされ、ティリー伯の名声は失墜した。それまで日和見だったザクセン選帝侯ヨハン・ゲオルク1世、ブランデンブルク選帝侯ゲオルク・ヴィルヘルムがグスタフ2世アドルフと同盟を結んだ。それどころか、カトリックの主軍であり、ティリー伯の主君であるバイエルン公マクシミリアン1世が秘密裏にフランス王国と協定を結ぶ。ティリー伯は孤立し、補給を求めて逡巡する。結局ティリー伯は、ザクセンに進撃し、9月にライプツィヒを占領する。対するスウェーデン軍は、ザクセン選帝侯軍と合流し、ライプツィヒへ向かった。ティリー伯は、籠城戦を考えていたが、彼の副官パッペンハイムが独断で進撃に出る。やむなくティリー伯もパッペンハイムの後に出陣した。

## 経過
9月17日早朝9時、両者は、小村ブライテンフェルト郊外で対峙した。ティリー伯率いる皇帝軍は約33000人、グスタフ2世アドルフ率いるスウェーデンとザクセンの連合軍は約40000人であった。両軍およそ8万の大会戦である。この戦いの布陣は両者で全く異なっていた。ティリー伯率いる皇帝軍はテルシオと呼ばれる伝統的な隊形を取った。対するスウェーデン・ザクセン連合軍は、旅団を中心とした機動力に優れた布陣を取った。しかも火器の活用に重点を置いた。銃兵の機動力はティリー伯の通常の3倍であり、そして最も重要なことは野戦に大砲を用いたことである。皇帝軍にも大砲はあったが、わずか36門。スウェーデン軍は100門を擁していた。グスタフ2世アドルフの軍事は、全く皇帝軍のそれとは違っていたのである。
戦闘は砲撃戦によって始まった。スウェーデン軍の守りは堅く、皇帝軍は、ザクセン軍に集中攻撃を浴びせた。ザクセン軍はもろくも壊滅し、ザクセン公共々、後方に逃亡した。皇帝軍は、その勢いでスウェーデン軍に攻撃を仕掛けたが、全くスウェーデン軍に動揺は見られなかった。グスタフ2世アドルフは戦闘隊形を臨機応変に対応させ、隙を作らせなかった。一方的な皇帝軍の攻撃にもかかわらず、スウェーデン軍に損害は出ず、火力に勝るスウェーデン軍が逆に押し返し始めるのである。
この頃になると、皇帝軍には逃亡兵が相次いでいた。ティリー伯の副官パッペンハイムは戦局が悪くなると逃亡し、ティリー伯自身も重傷を負い、撤退兵に守られながら辛うじて逃亡に成功した。しかし皇帝軍の残兵はわずか6000人。この大敗にライプツィヒまで放棄せざるを得なくなった。皇帝軍の戦死者は、12000人、捕虜7000人にも及び、残されたものは全てスウェーデン軍に接収された。対する連合軍の戦死者は、スウェーデン軍の1500人、ザクセン軍の3000人であった。戦闘は夕刻までに終了し、凡そ7時間であった。

## 影響
この戦いは、プロテスタントにとって初めての勝利であった。心理的にもその影響は多大であった。ザクセン公国の首都ドレスデンでは、9月17日を感謝祭に指定し、長らく祝日とされたのである。グスタフ2世アドルフは、プロテスタント勢力の英雄となったのである。
なお、ブライテンフェルトの戦いは、1642年11月2日にも行われている。この時はすでにグスタフ2世アドルフはいなかった（ブライテンフェルトの戦いの翌年に起こったリュッツェンの戦いで戦死してしまったため）。しかし彼の忠実な部下だったトルシュテンソン将軍によって皇帝軍に勝利を収めている。この戦いは、第二次ブライテンフェルトの戦いと呼ばれている。

## 関連作品

### ゲーム
- タクテクスTACTICS No.55(88'6)付録GAME ブライテンフェルトの戦い-  “ブライテンフェルト”は、グスタフ2世アドルフ率いるスウェーデン軍と皇帝軍（当時はティリーが指揮）との最初の大きな戦闘のシミュレーションである。

ブライテンフェルトの戦いは、1631年9月17日、ライプツィヒの北4マイルにある平らでほとんど起伏のないサクソン平原で行なわれた。
歴史的に見て、この戦いはスペイン型の戦術（テルシオ、当時のヨーロッパの戦闘方法はほとんどこれである）と最初の「近代的」軍隊（ダスタフ2世アドルフの軍）との初めての大きな衝突であった。